# Passira
Passira é um município brasileiro do estado de Pernambuco. 

## História
Existem registros de que o padre Ibiapina mandou construir no local uma capela dedicada a São José. O povoado se desenvolveu em torno da capela com o nome de Pedra Tapada, pois existiam na região tanques naturais em forma de pequena cacimbas, entre os vastos lajedos que se espalham no leito do rio.
A troca de nome deveu-se à serra Passira, próxima à cidade. O nome do município vem do tupi-guarani e quer dizer "acordar suave". O IBGE dá outro significado para o nome na língua tupi: segundo o historiador Sebastião Galvão, significa que acaba em ponta de flexa.
O distrito foi criado com a denominação de Malhada, pela lei municipal nº 2, de 19 de dezembro de 1892, subordinado ao município de Limoeiro (Pernambuco). Em 1943, o nome mudou para Passira. O município foi criado pela lei estadual nº 4981, de 20 de dezembro de 1963 quando foi emancipada de Limoeiro e elevada a categoria de cidade pelo prefeito Sebastião de Oliveira Pinto (primeiro prefeito de Passira).

## Geografia
Sua população estimada em 2019 foi de 28.933 habitantes, metade dela mora no campo[carece de fontes?]. Conhecida em Pernambuco como a terra dos bordados, Passira é uma cidade com bons atrativos para os visitantes. A cidade é acolhedora e oferece passeios relaxantes no Mirante da Serra, na Cachoeira do Tancão e no Povoado da Pedra Tapada. A Igreja de São José, Engenho da Cachaça da Serra Na Várzea, A cachoeira Da Várzea da Passira e a Serra de Passira são outros atrativos turísticos. Também vale a visita ao Centro Cultural e Comercial do Bordado (Shopping do Bordado), onde é comercializado o artesanato local.
Localiza-se a uma latitude 07º59'42" sul e a uma longitude 35º34'50" oeste, estando a uma altitude de 176 metros.
- Relevo:

O relevo de Passira é variado. O centro do município está inserido nas Áreas Desgastadas da Província Borborema, formada por maciços altos e outeiros (altitudes variam de 650 a 1.000 m). O relevo é geralmente movimentado, com vales profundos e estreitos. Os solos associados ao relevo variam com o posicionamento:
1.Nas cristas residuais altas: os solos litólicos;
2.Nos topos e vertentes das ondulações: os solos brunos não cálcicos;
3. Na parte baixa das vertentes das ondulações: os planossolos.
Na porção oeste, o relevo está inserido na região dos Maciços e Serras Baixas, medianamente alto, com grandes dissecamentos. O solo associado varia conforme a altitude:
1. Aos topos estreitos e vertentes íngremes: solos Litóticos;
2. Às baixas vertentes: Planossolos e Podzólicos;
3. Aos topos planos: Latossolos;
4. Aos Fundos de vales estreitos: Solos Aluviais.
A leste estão os contrafortes da Chapada da Borborema, constiutído por superfícies movimentadas e dissecadas, com vales estreitos de fundo chato ou não. Os solos associados são:
1.Nos topos e vertentes dos vales ondulados baixos: Solos Podzólicos;
2.Nos fundos de vales chatos: Solos Aluviais;
3.Nas cristas residuais: Solos litólicos.
- Vegetação nativa: A oeste, ocorre desde a caatinga hipoxerófila (predominante) à floresta caducifólia. No centro, central, caatinga hipoxerófila e, a leste, floresta subcaducifólia a caducifólia. Fonte: ZANE – Zoneamento Agroecológico do Nordeste – EMBRAPA/2000.
- Ocorrência mineral: Ferro e titânio.

*Precipitação pluviométrica média anual: 720,7 milímetros.
*Bacia hidrográfica: Rio Capibaribe.
*Meses chuvosos: Abril - Julho.
*Dia de feira: Sábado